# Дарниця (залізнична станція)
Да́рниця — позакласна двосистемна сортувальна станція Київської дирекції Південно-Західної залізниці, термінал приміського сполучення на перетині електрифікованих ліній Київ-Пасажирський — Ніжин, Київ-Пасажирський — Слобода-Петрівка, Київ-Пасажирський — Святошин. Розташована у Дарницькому районі міста Києва.

## Історія
Станція відкрита у 1899 році в ході будівництва залізничної лінії Київ — Полтава, а на місці колишньої вулиці Лісової (нині — Гроденської) оселилися робітники-залізничники. З іншої сторони залізничних колій у 1896 році виникло дачне поселення, яке отримало назву Нова Дарниця.

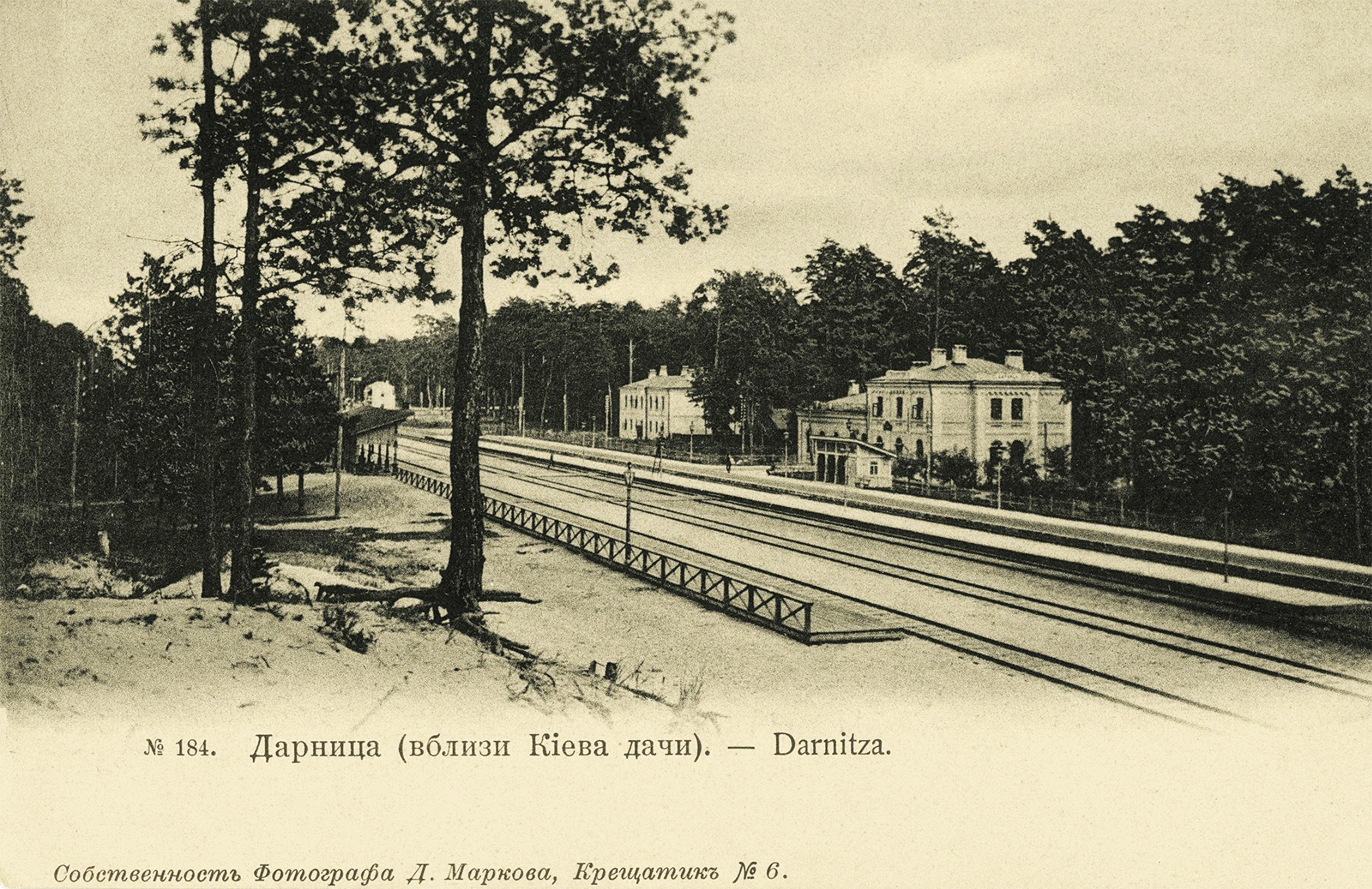
Станція Дарниця (1904)

У 1957 році станція електрифікована постійним струмом в складі лінії Київ-Пасажирський — Бровари, у 1967 році лінія переведена на змінний струм. У 1972 році електрифікована дільниця Дарниця — Яготин.

## Розбудова станції
2004 року розпочалося будівництво другого залізничного вокзалу в Києві. Вокзал, який наразі є недобудованим, мав уміщувати понад 4000 пасажирів, а також спроможність приймати 45 поїздів далекого та приміського сполучення, будучи одним з найбільших в Європі. Запланована вартість усього вокзального комплексу складала 4 млрд гривень.

Дарницький вокзал
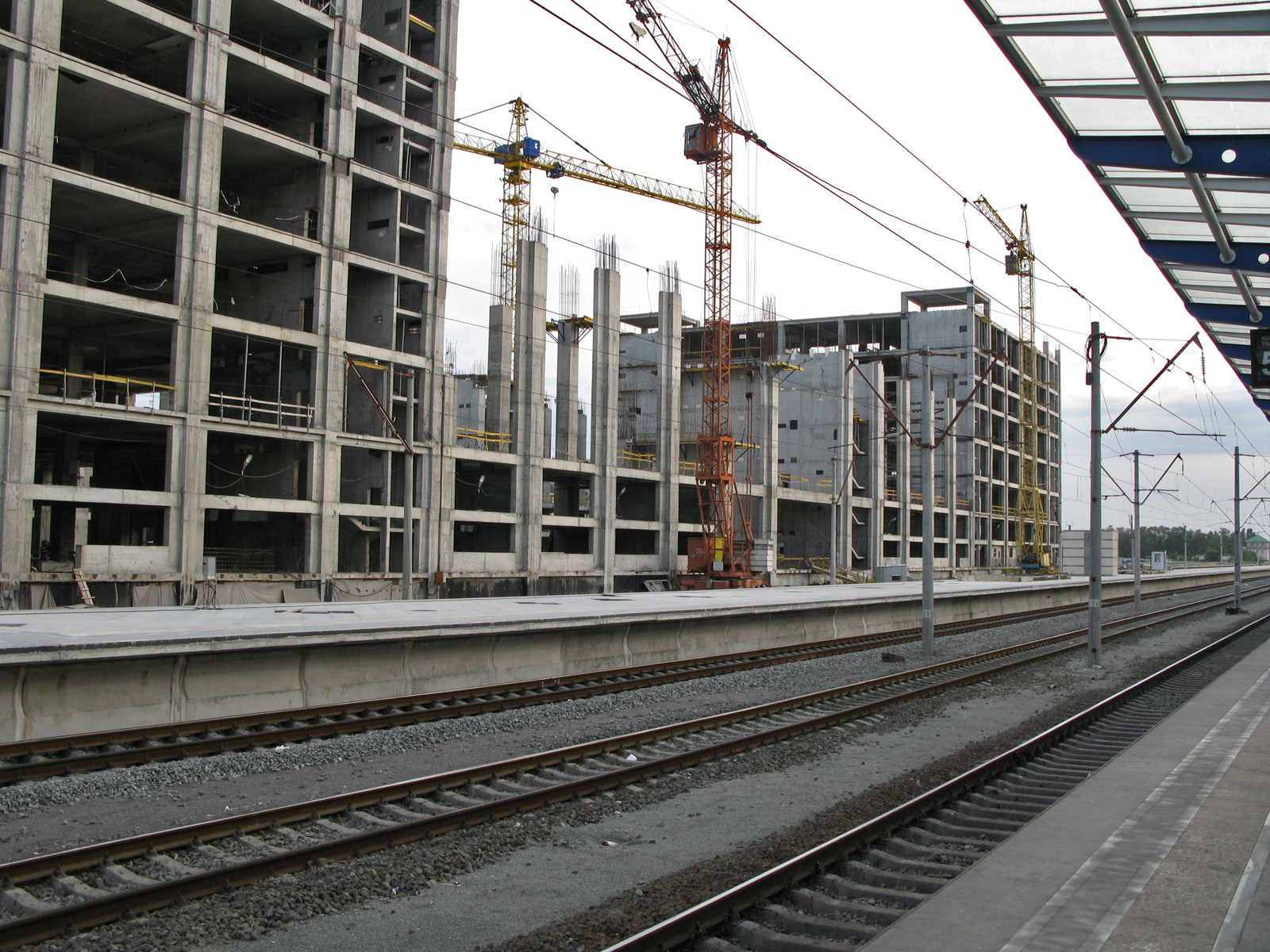
Будівництво вокзалу станції Дарниця (2007)
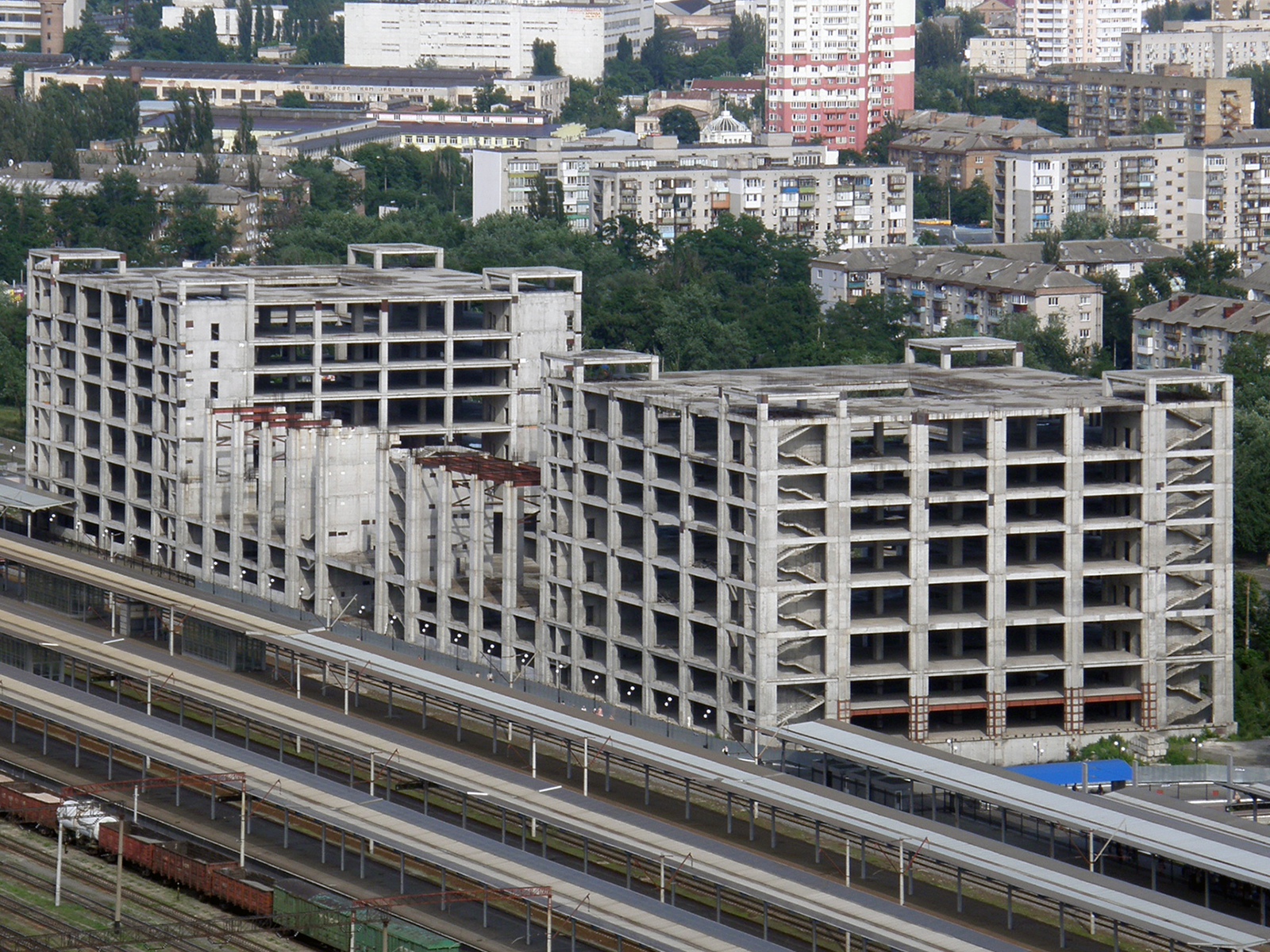
Недобудований вокзал Дарниця
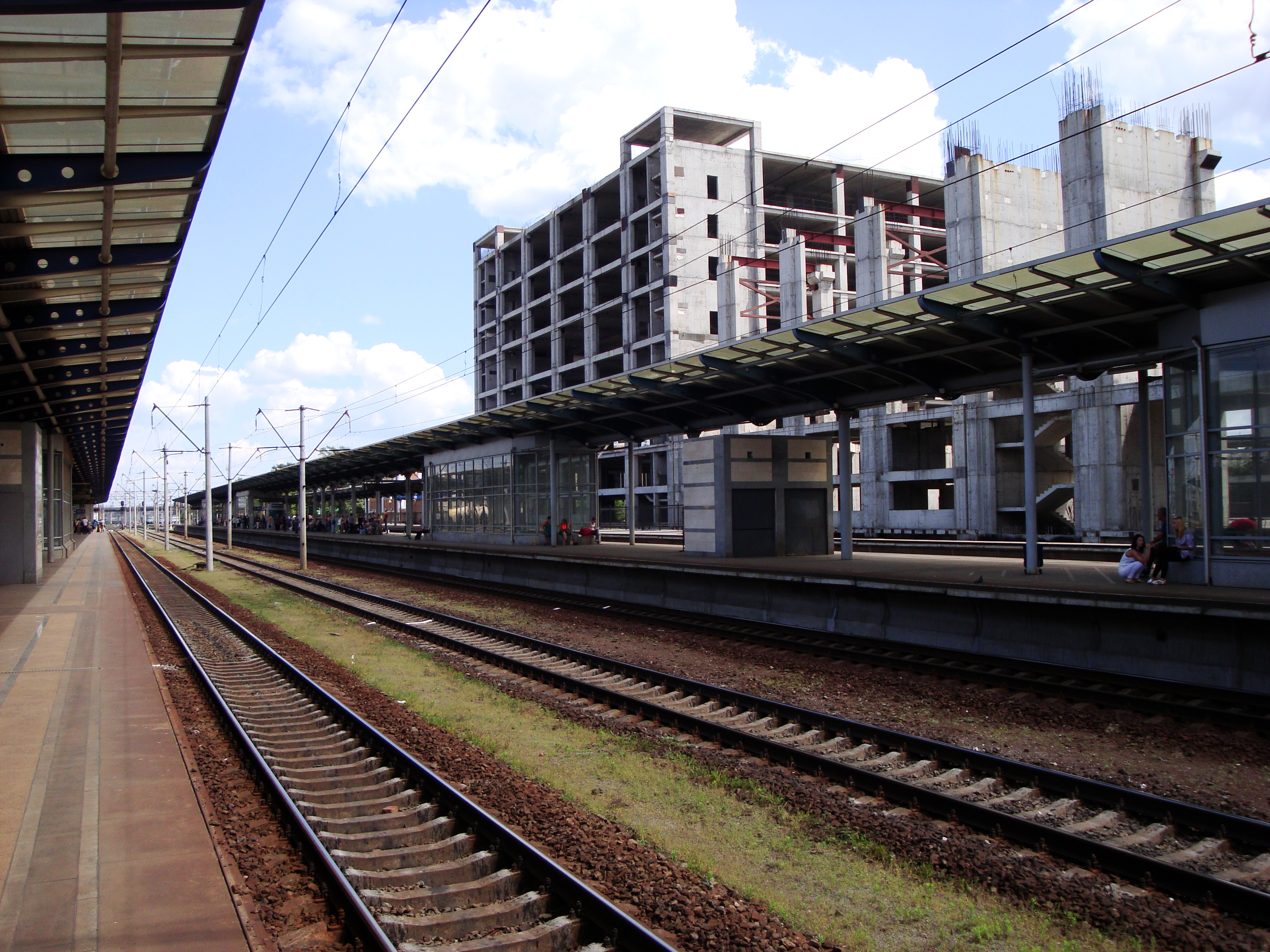
Вигляд з пасажирських платформ

Передбачається, що станція стане важливим доповненням до пасажирського руху далекого сполучення в місті, особливо задля розвантаження пасажиропотоку східного напрямку станції Київ-Пасажирський. Наразі функціонують два вестибюлі приміського вокзалу з касами продажу проїзних документів, зал очікування, а також наскрізний тунель із шістьма виходами та дві платформи. У майбутньому до складу комплексу також входитимуть головний вокзал для пасажирів далекого сполучення, який розрахований на 2700 пасажирів, вокзал для пасажирів приміського сполучення на 1600 осіб, центральний та транзитний підземні тунелі з виходами на платформу. Будівля вокзалу матиме п'ять поверхів (з шостим технічним і підземним поверхами). Тут розмістяться зони обслуговування пасажирів, адміністративний блок служб станції та вокзалу, торгівельні площі, кімнати відпочинку, зал для людей з інвалідністю. Добова пропускна спроможність вокзалу розрахована на 14 600 пасажирів. Загальна площа будівлі — майже 71 тис. м², а комерційна — понад 24,7 тис. м².

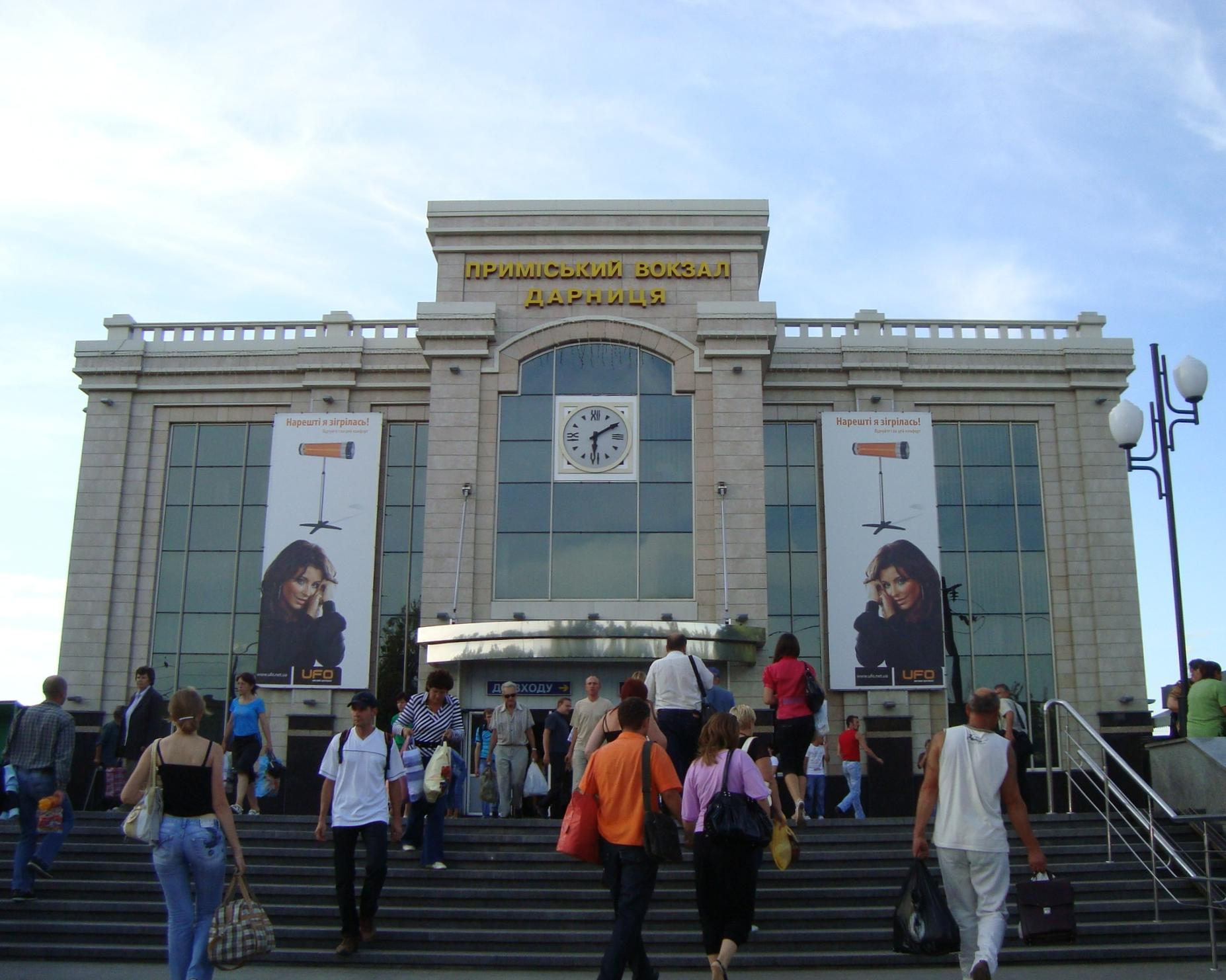
Приміський вокзал Дарниця
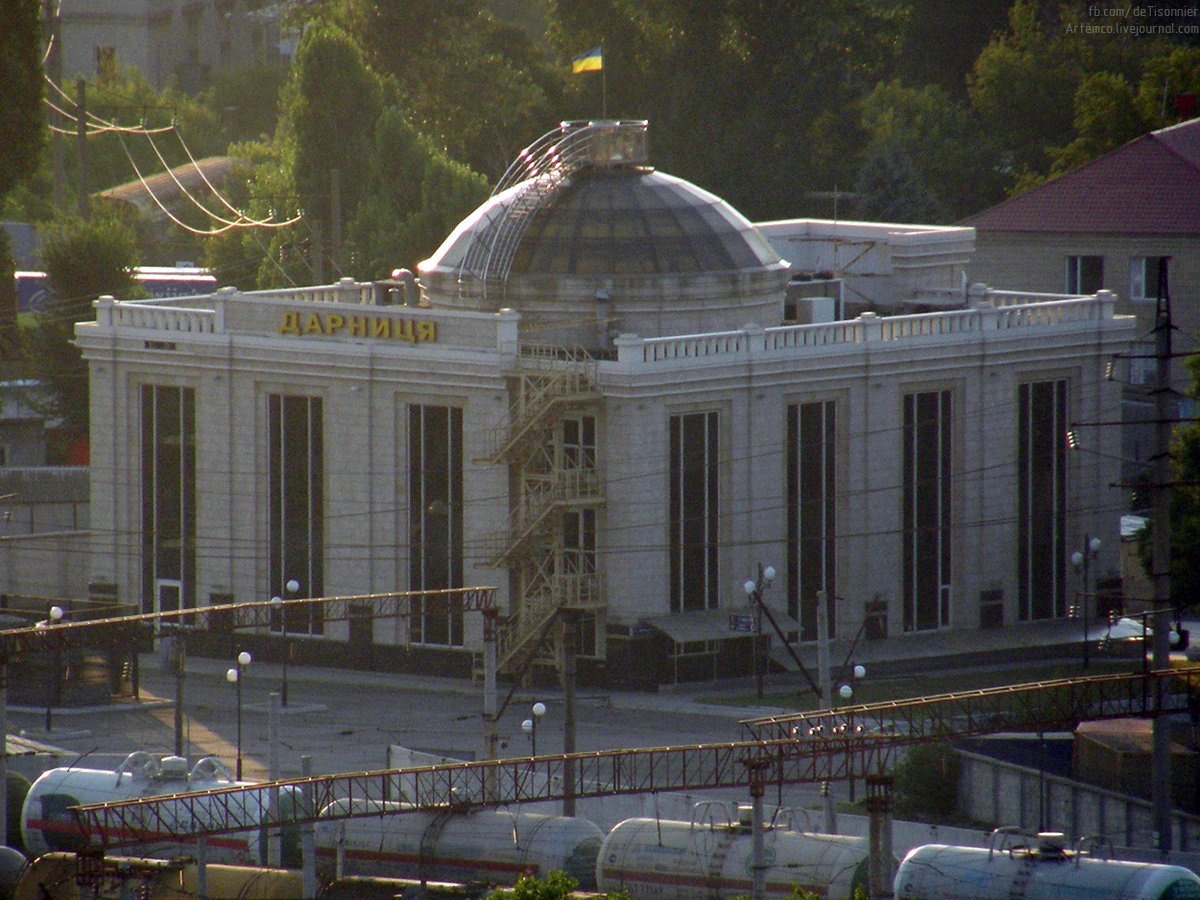
Північний вестибюль вокзалу з боку Старої Дарниці

20 листопада 2018 року введений в експлуатацію пішохідний перехід через залізничні колії поблизу станції Дарниця, який розташований неподалік вулиць Зрошувальної та Вересневої Дарницького району Києва. До цього мешканці столиці перетинали станційні, під'їзні колії Полтавського парку станції Дарниця, а також головні колії прискореного руху поїздів напрямку Київ — Харків у невстановлених для цього, небезпечних місцях.

## Інфраструктура
На станції розташовані локомотивне (ТЧ-9), вагонне депо (ВЧД-5) Південно-Західної залізниці, депо філії «Українська залізнична швидкісна компанія» (УЗШК).

Інфраструктура станції Дарниця
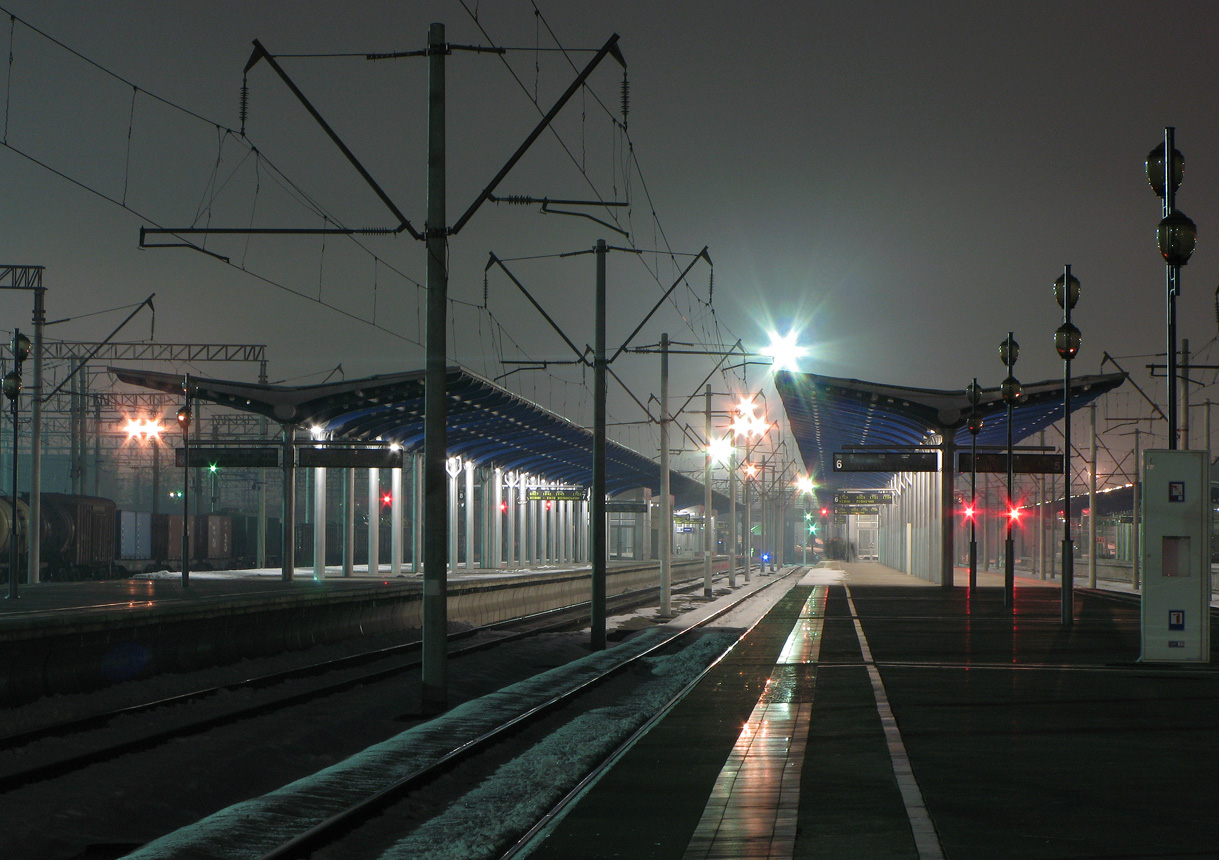
Пасажирські платформи
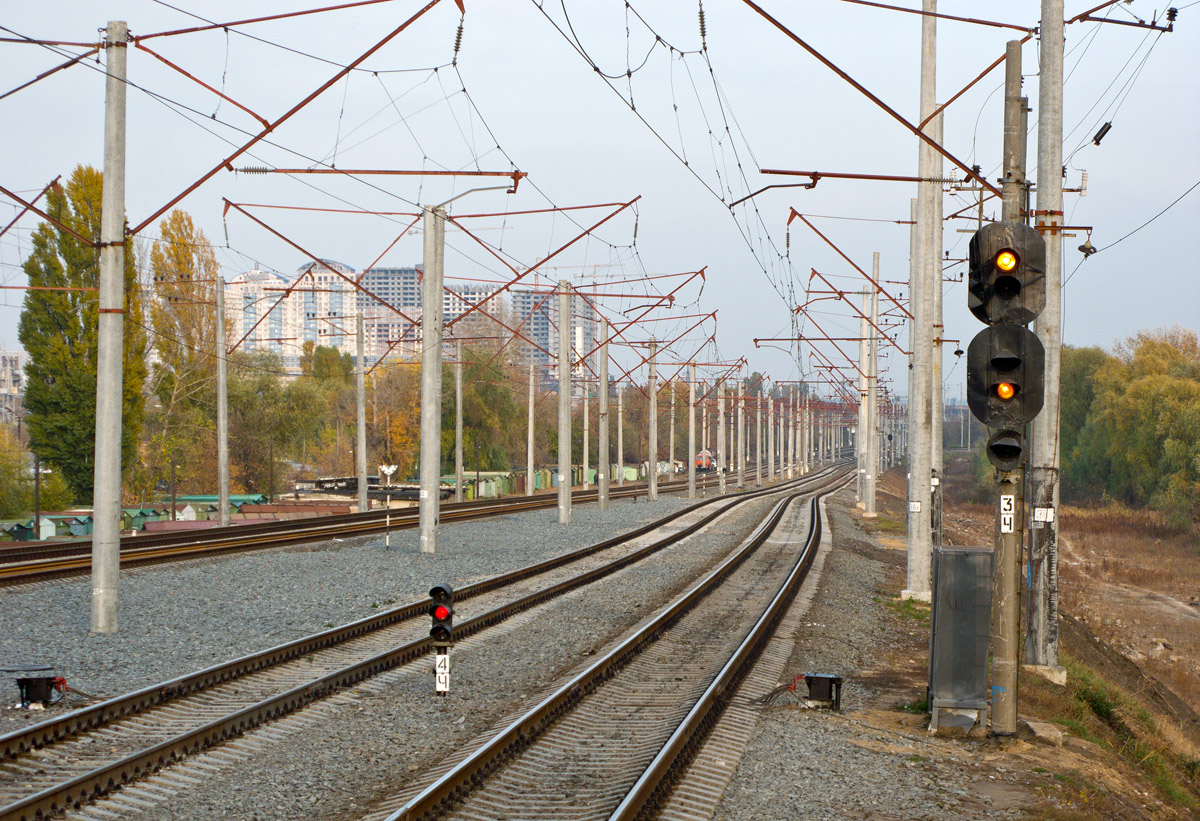
Вхідні світлофори станції Дарниця
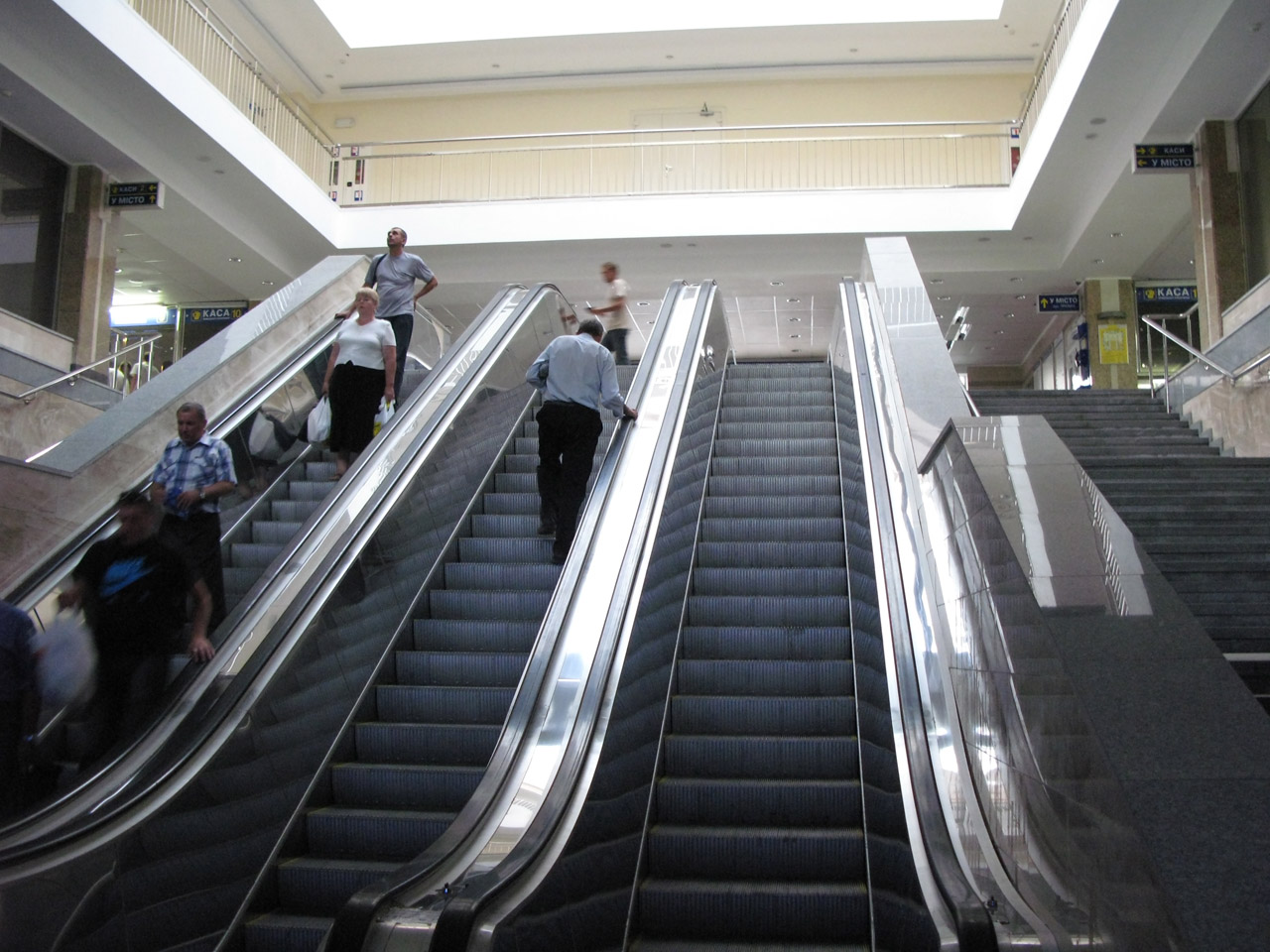
Ескалатори
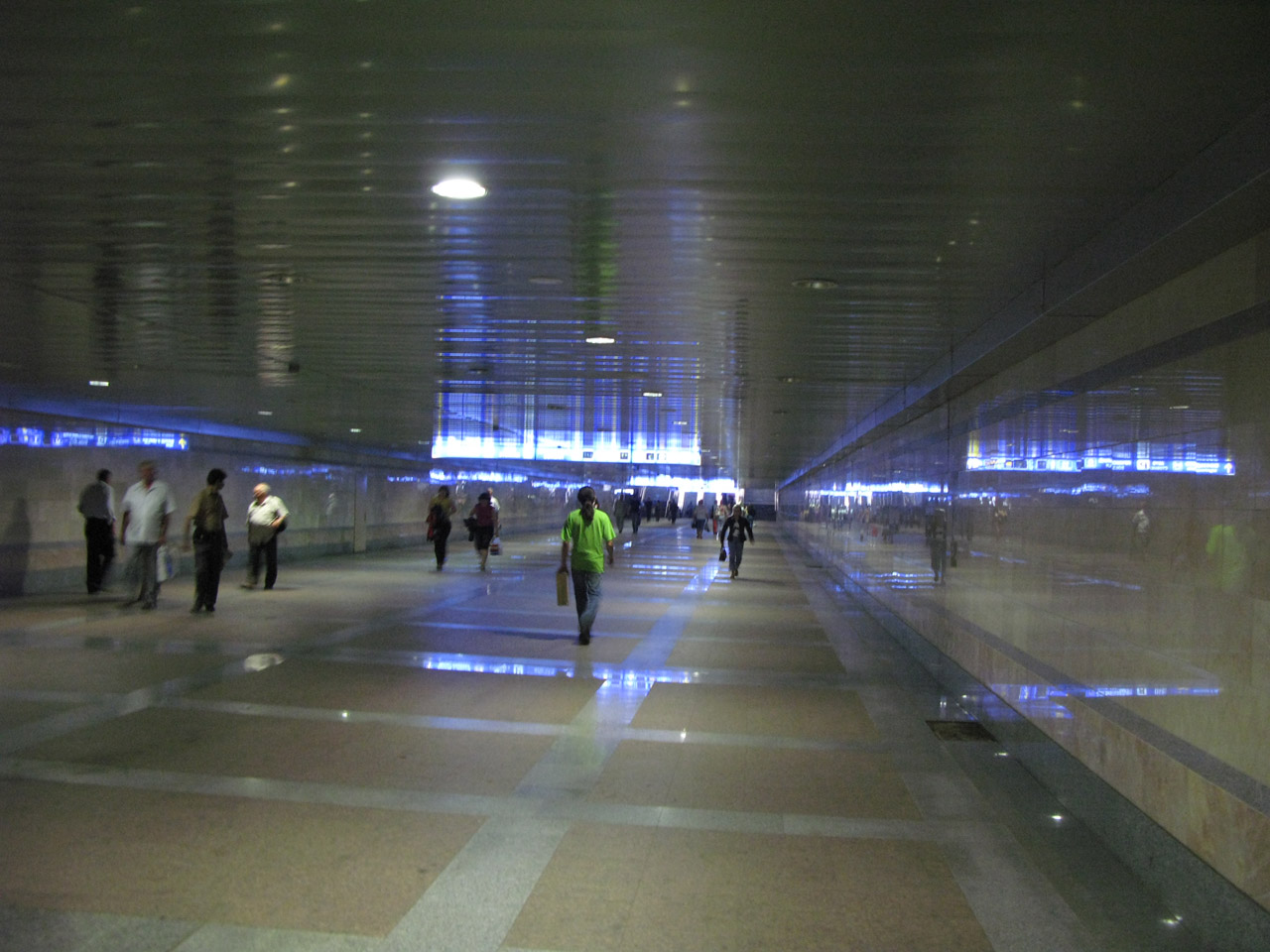
Підземний перехід
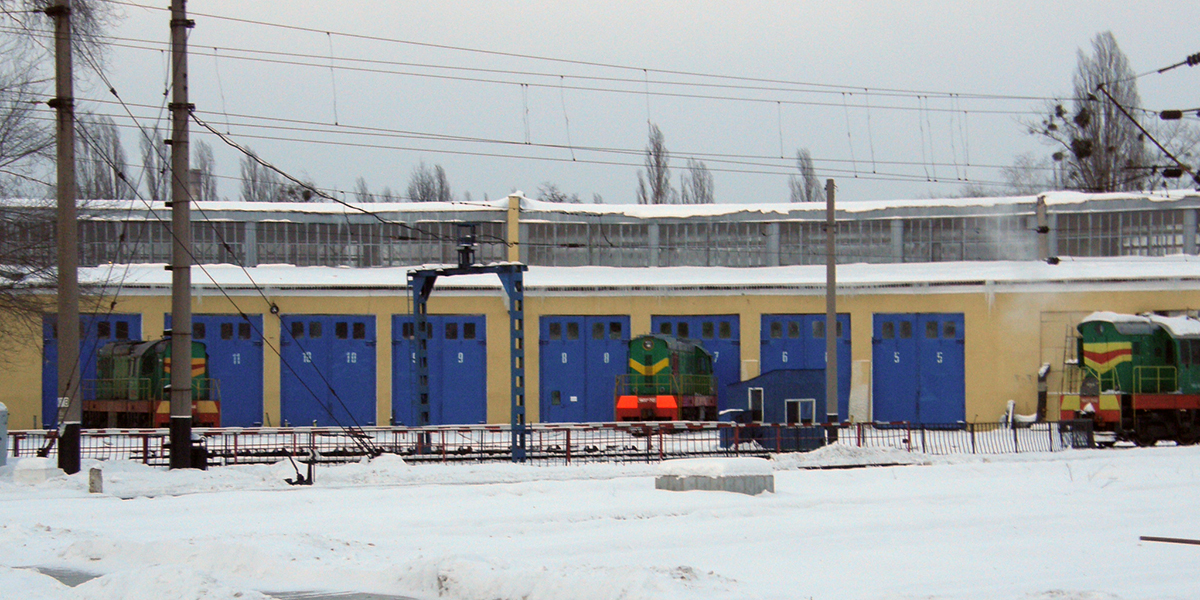
Поворотне коло локомотивного депо «Дарниця»
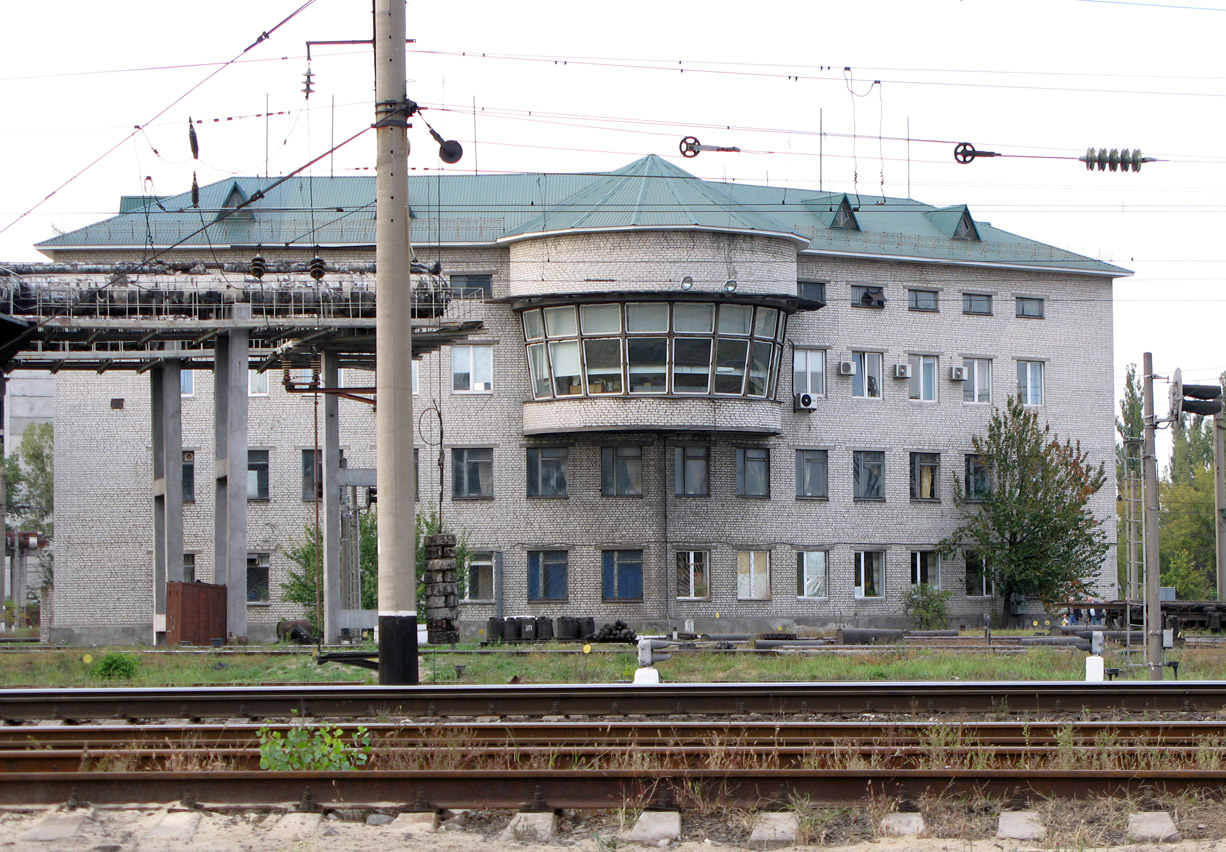
Центральний пост ЕЦ
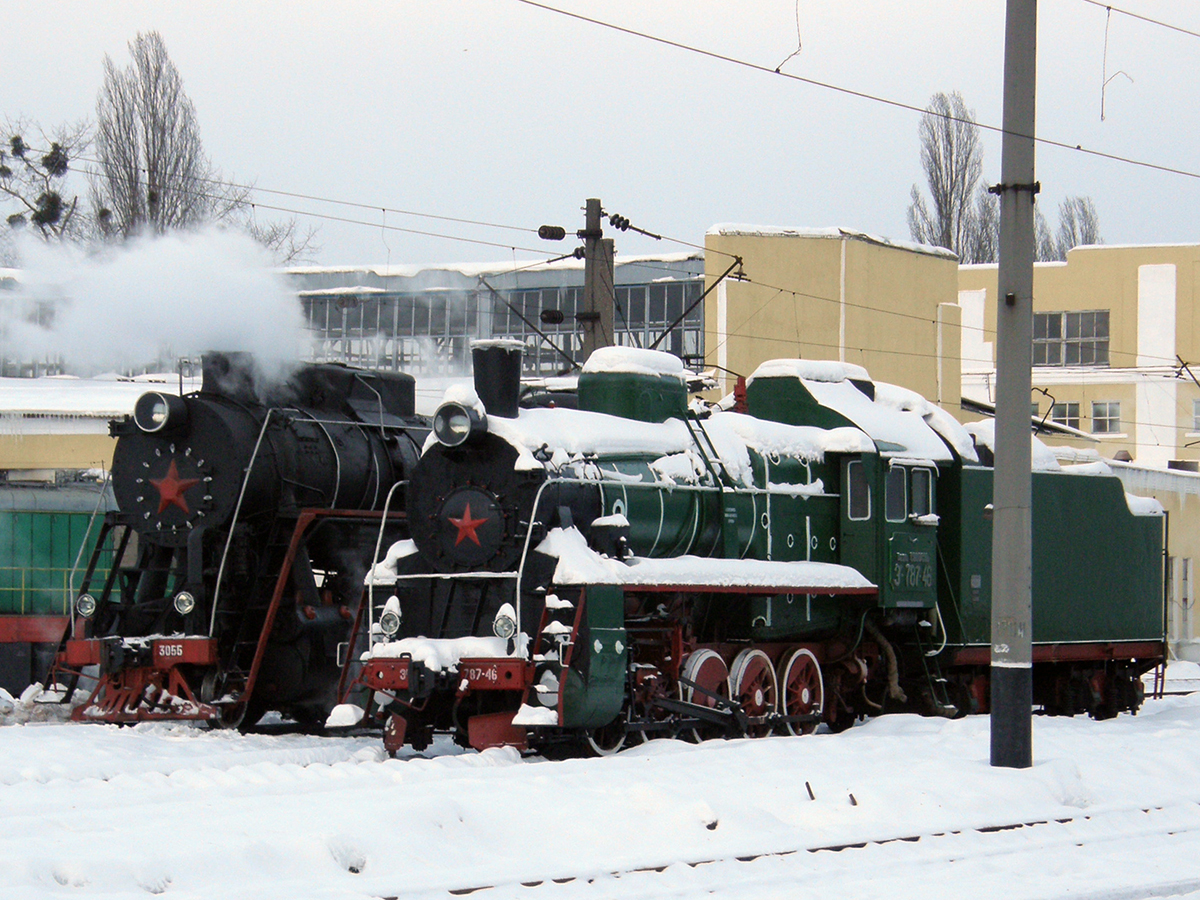
Паровози у депо «Дарниця»

## Пасажирське сполучення
З 4 жовтня 2011 року — одна з зупинок міської електрички.
Станція Дарниця є кінцевою для швидкісних поїздів категорії «Інтерсіті+» та «Інтерсіті» зі Львова, Перемишля та Тернополя. На станції зупиняються швидкісні поїзди до станцій Харків-Пасажирський, Суми, Полтава-Київська, Полтава-Південна, Кременчук, Шостка, а також інші поїзди далекого та приміського сполучення. Для деяких приміських електропоїздів ніжинського та яготинського напрямків станція є кінцевою.

Швидкісні поїзди «Інтерсіті+»
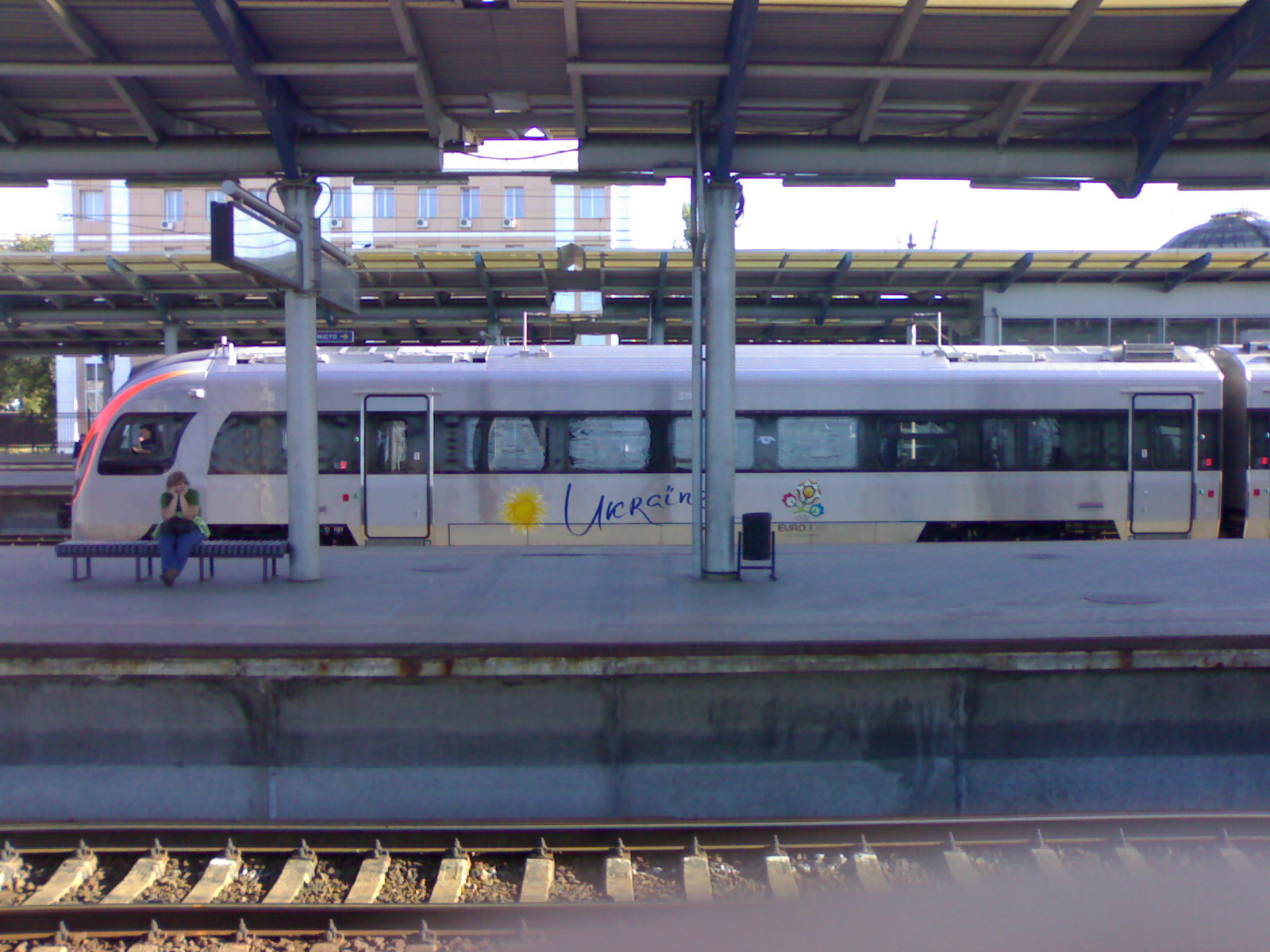
HRCS2
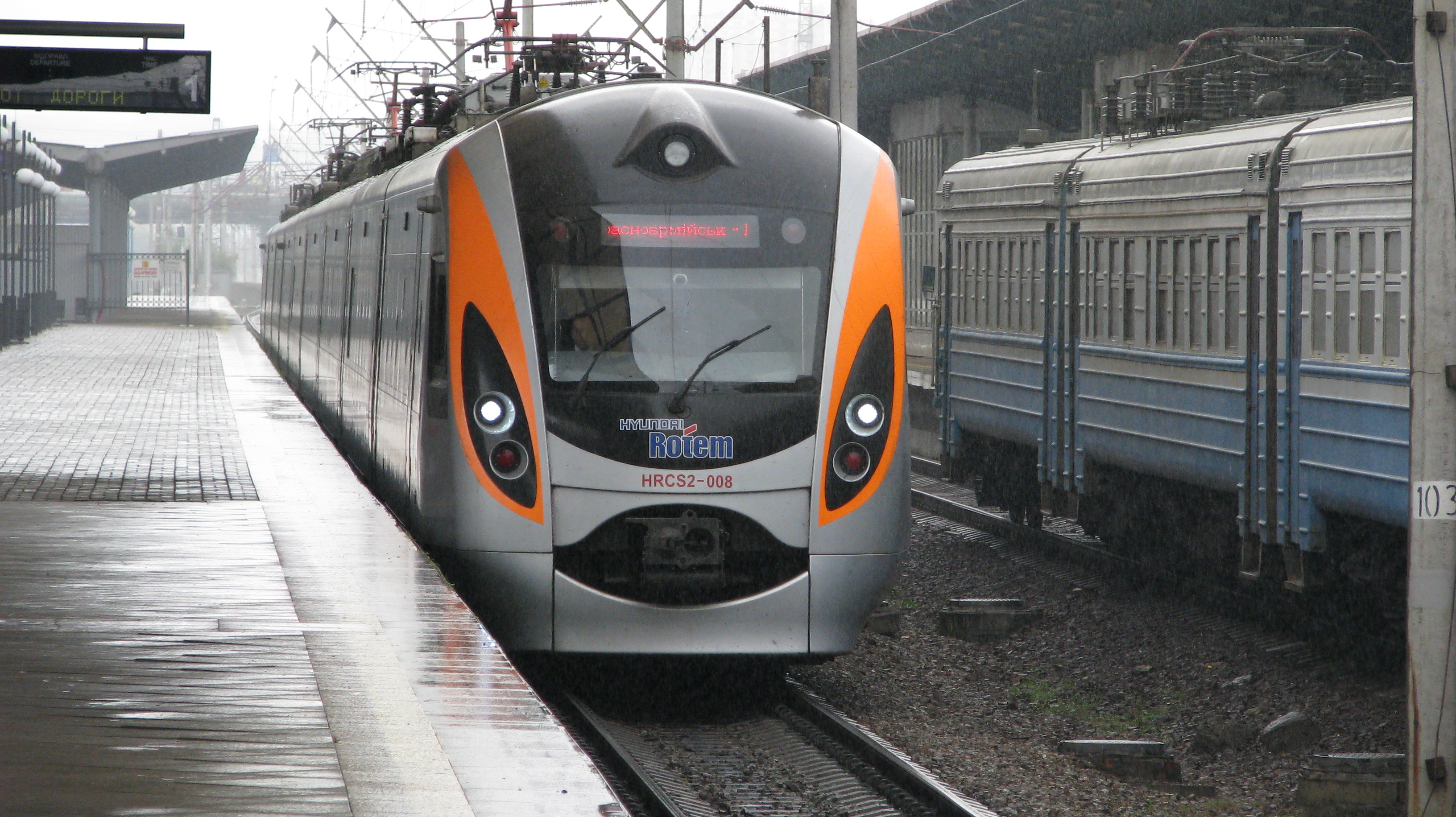
HRCS2 «Інтерсіті+» на станції Дарниця
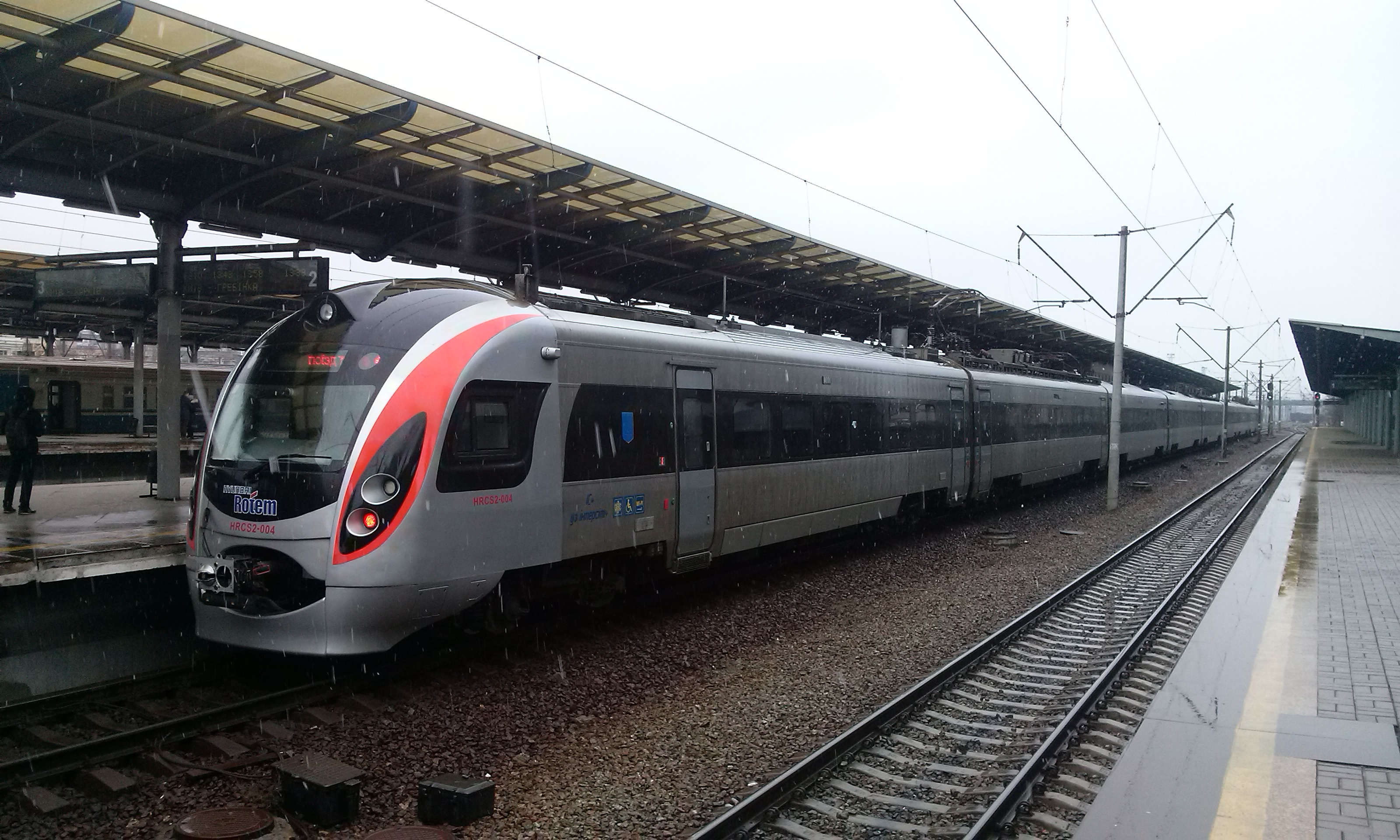
HRCS2-004 на платформі № 2
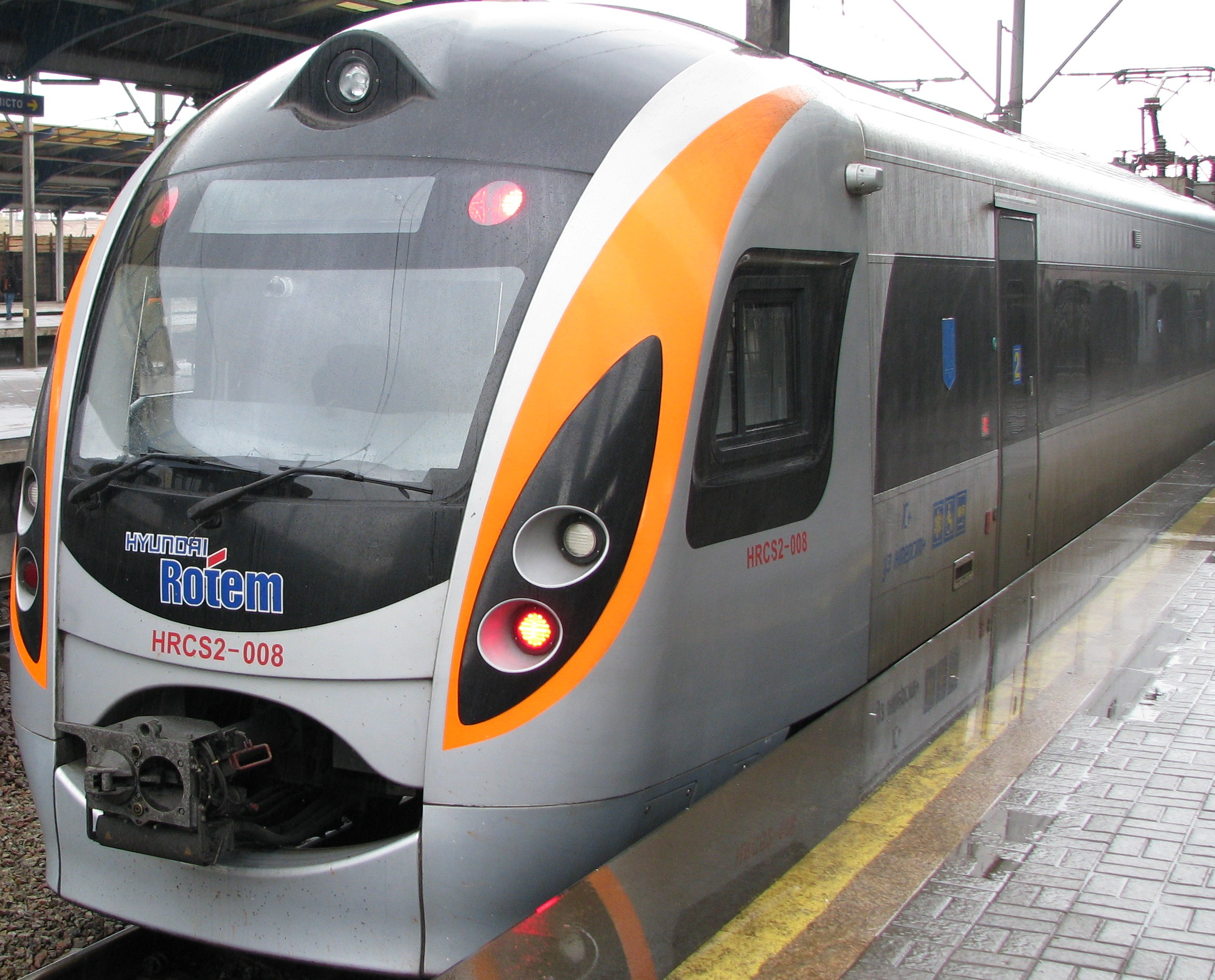
HRCS2-008

З 30 жовтня 2016 по лютий 2022 року на станції Дарниця зупинявся нічний швидкий поїзд «Максим Яровець» сполученням Хмельницький — Лисичанськ (наразі — скасований).
З 30 листопада 2018 року на станції Дарниця зупинявся швидкісний поїзд «Kyiv Boryspil Express» (з початку російського вторгнення в Україну та тимчасового припинення авіаруху в Україні поїзд скасований).

«Kyiv Boryspil Express»
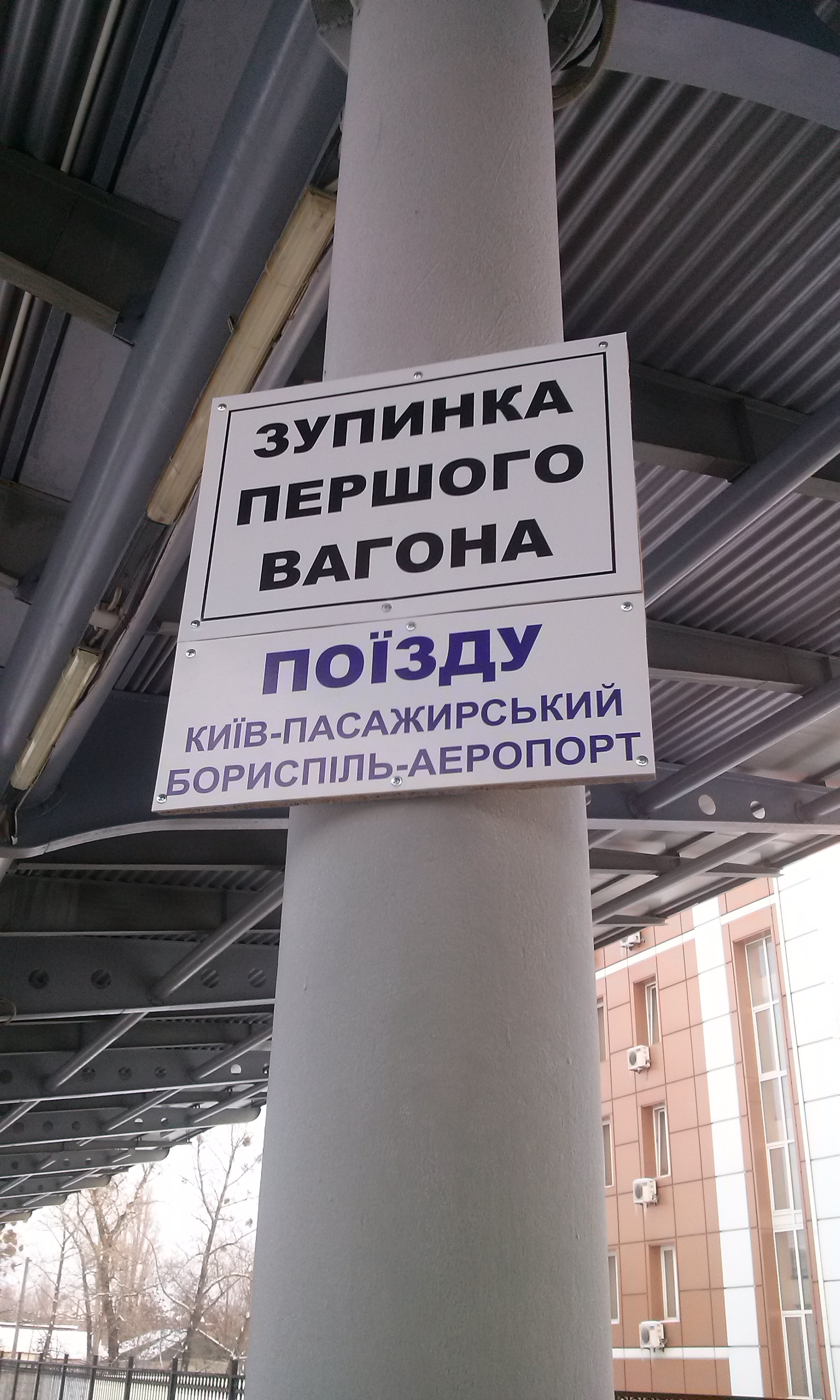
Табличка зупинки поїздів «Kyiv Boryspil Express»
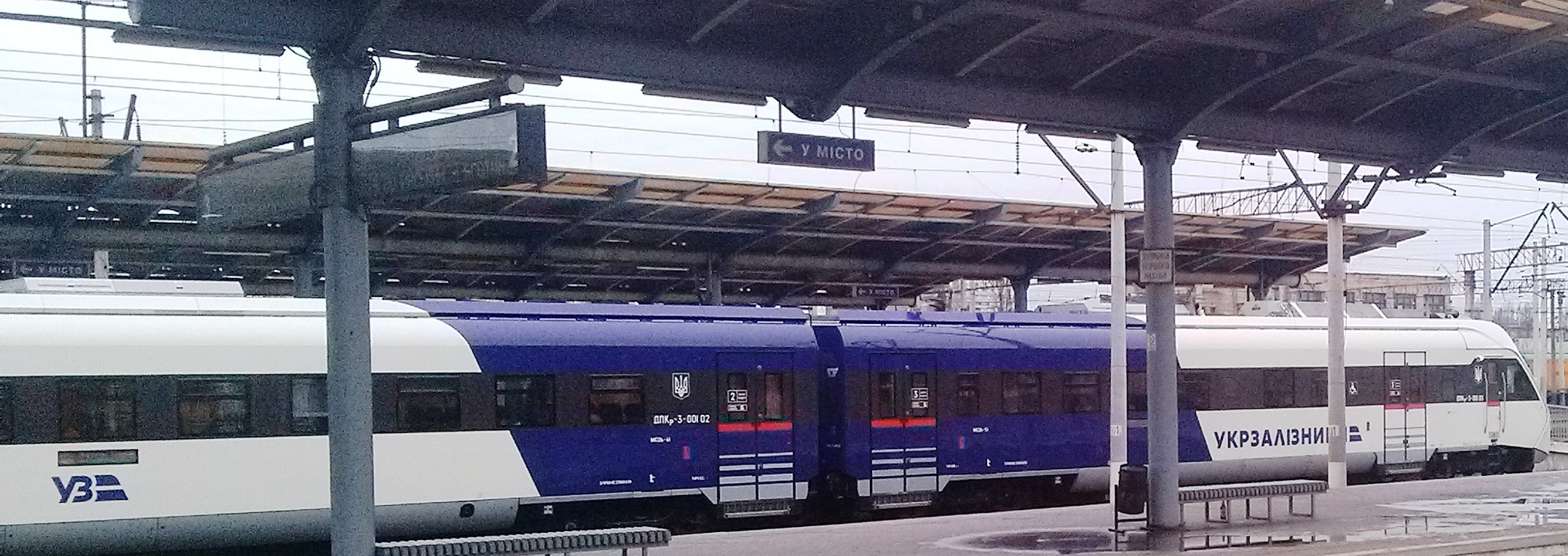
ДПКр-3 на станції Дарниця

Передбачається можливість прокласти до вокзалу станції Дарниця Сирецько-Печерську лінію Київського метрополітену. У перспективі також передбачається побудувати Вишгородсько-Дарницьку лінію з відкриттям станції метро «Дарницький вокзал».

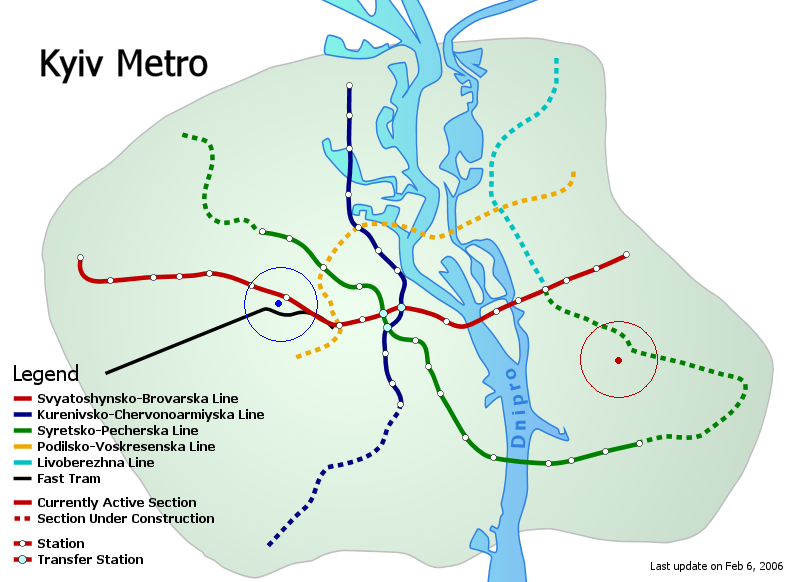
Розташування станції відносно Київського метрополітену
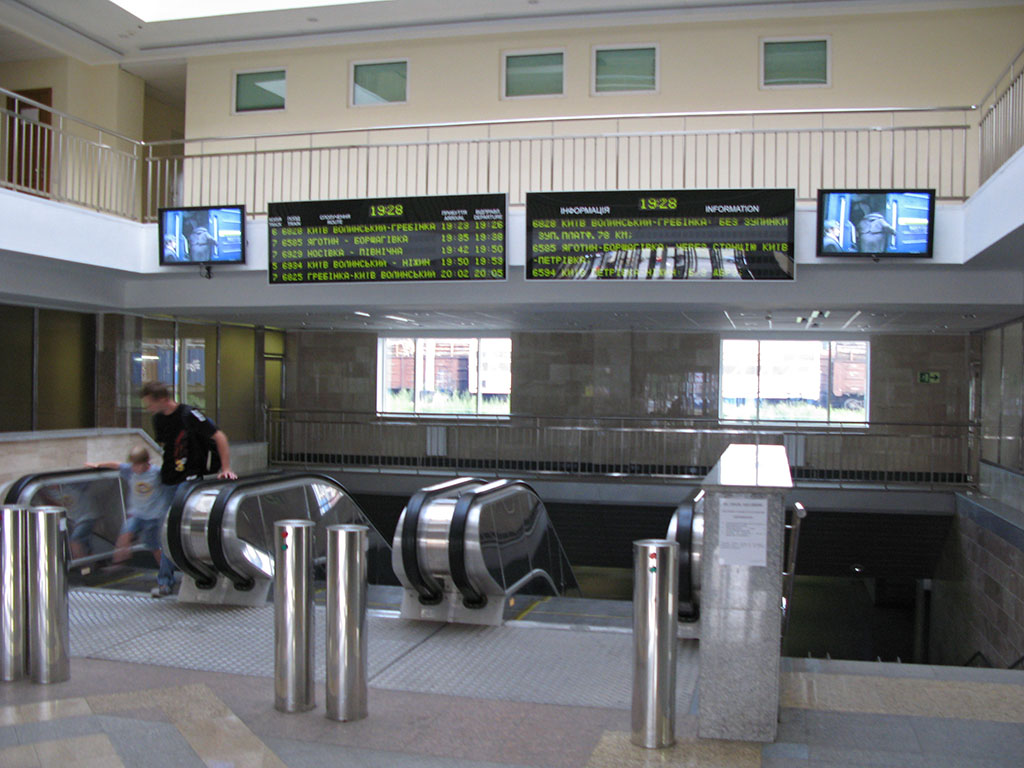
Табло розкладу прибуття/відправлення поїздів

З 8 травня 2022 року міська електричка має ще зручнішу зупинку на станції Дарниця — не у приміському тупику, до якого йти пішки вздовж недобудови, а на 7-й та 8-й коліях вокзалу, що стало значно зручніше для пересадки пасажирів з поїздів далекого сполучення та приміських електропоїздів та покращило доступність міської електрички з боку Алматинської вулиці для мешканців Старої Дарниці та ДВРЗ. Вокзал облаштований підземним переходом на випадок повітряної тривоги.
До вокзалу станції Дарниця курсують трамвайні маршрути № 8, 22, 28Д та 29, автобусні маршрути № 51, 63 та 115.

## Галерея

Пам'ятник на честь воїнів-залізничників на станції Дарниця
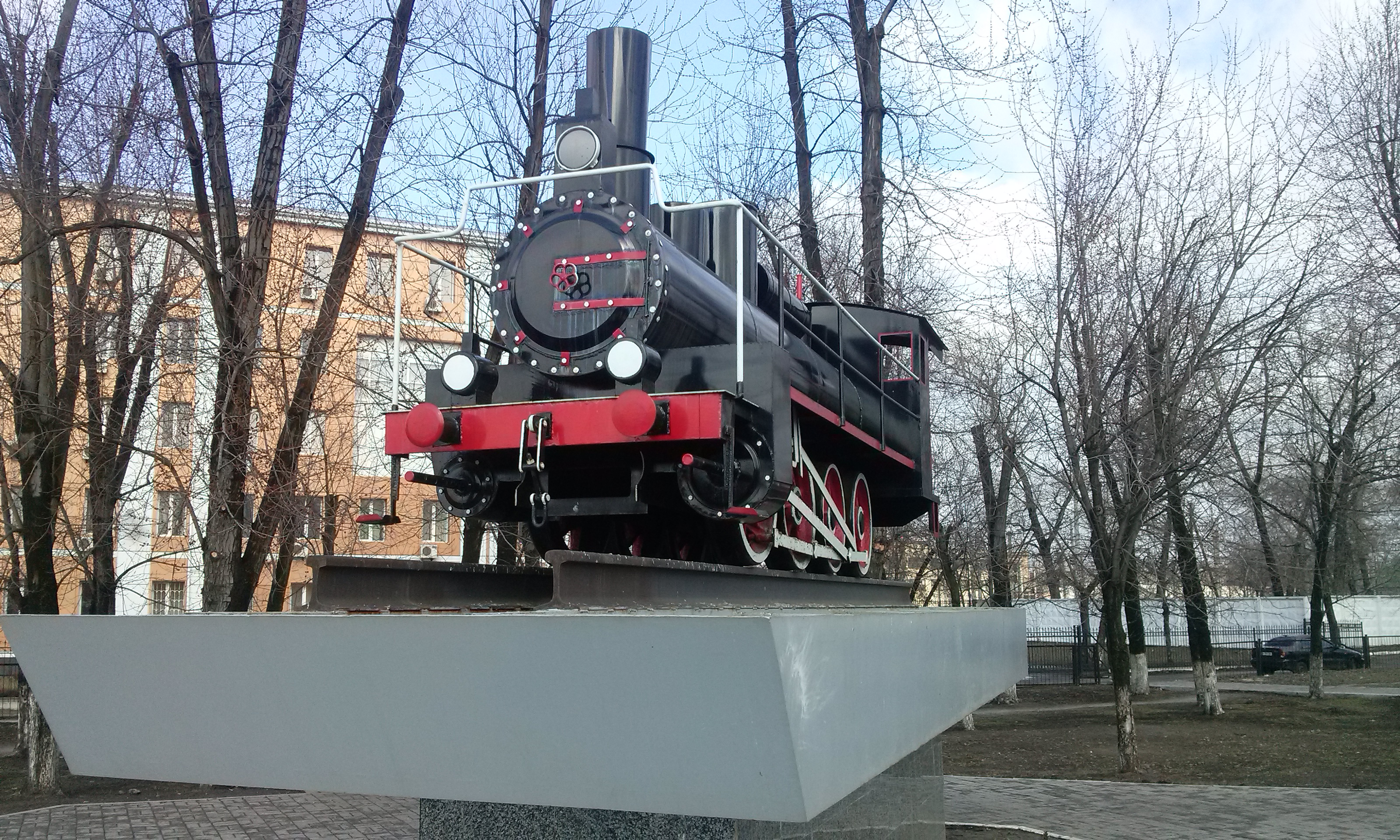
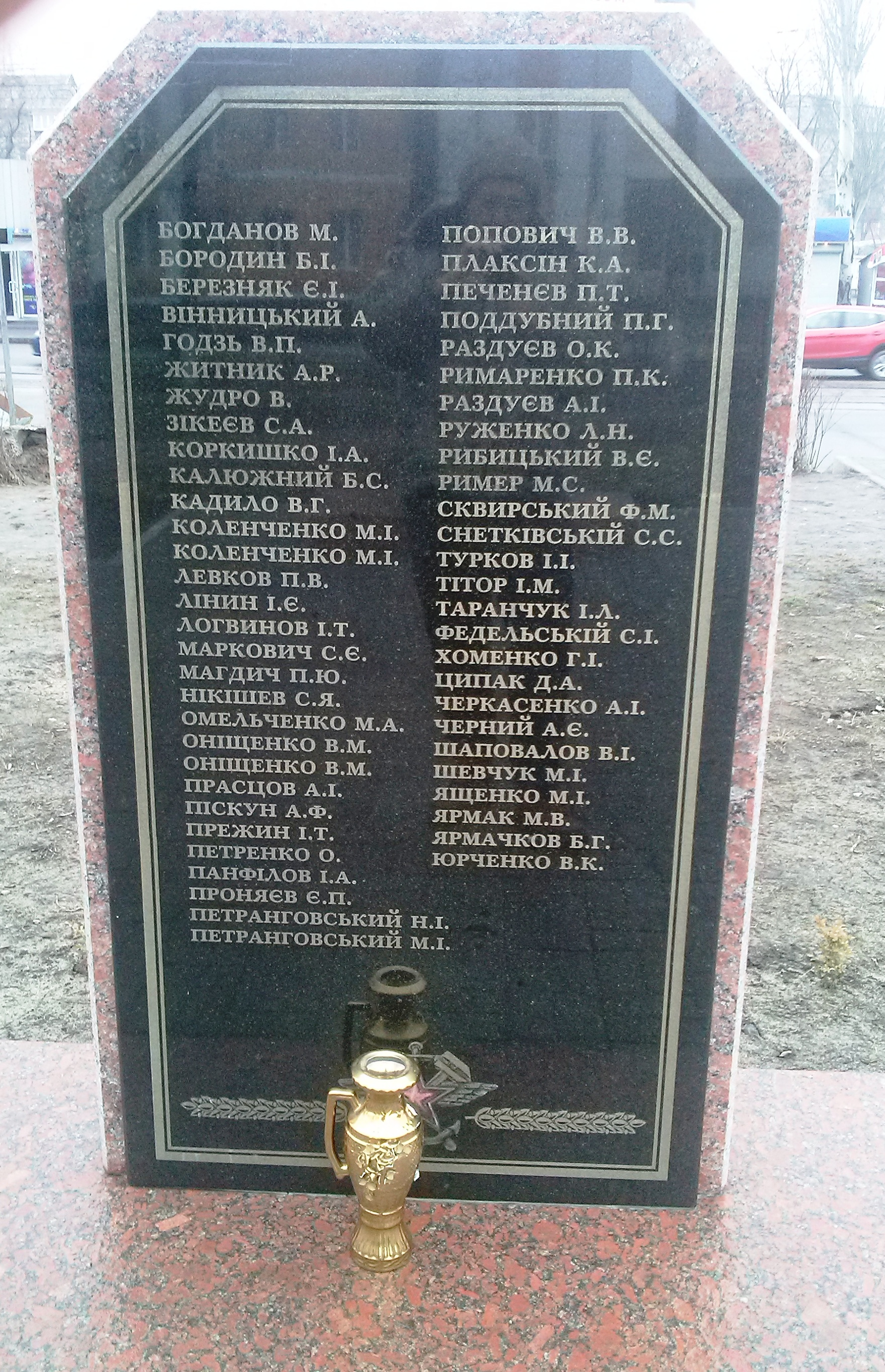
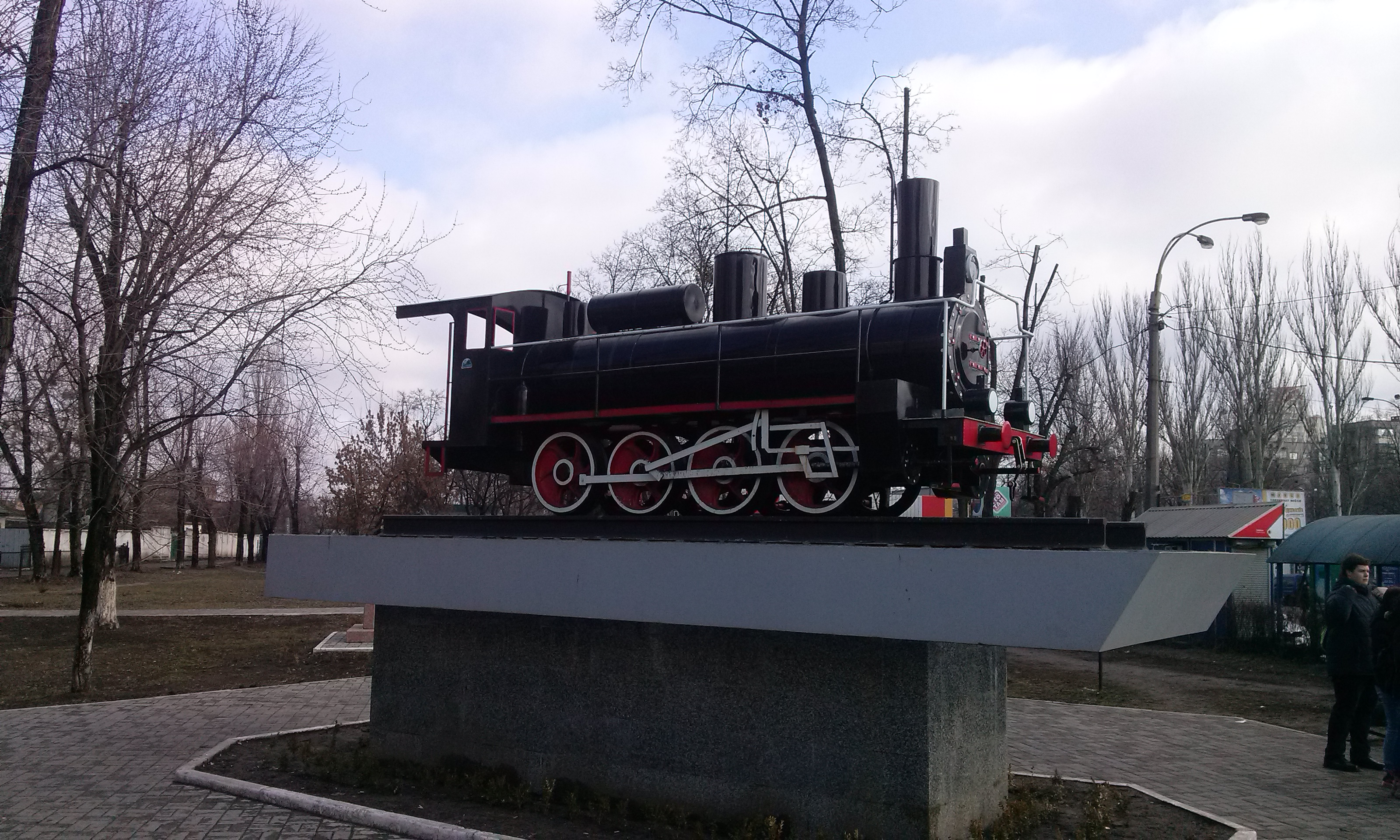